# Laguna Seca, Acatepec
Laguna Seca är en ort i Mexiko.   Den ligger i kommunen Tlacoapa och delstaten Guerrero, i den sydöstra delen av landet, 240 km söder om huvudstaden Mexico City. Laguna Seca ligger 2 240 meter över havet och antalet invånare är 438.
Terrängen runt Laguna Seca är kuperad norrut, men söderut är den bergig. Runt Laguna Seca är det ganska glesbefolkat, med 24 invånare per kvadratkilometer. Närmaste större samhälle är Malinaltepec, 12,9 km öster om Laguna Seca. I omgivningarna runt Laguna Seca växer huvudsakligen savannskog.